# コイノニア福音グループ
コイノニア福音グループ（コイノニアふくいんグループ）は、埼玉県志木市にあるプロテスタントの団体。略称KFG。日本福音同盟に加盟している。

## 沿革
- 1957年 - 川崎と横浜での路傍伝道から、京浜地方の救霊に重荷を持って、自主独立の開拓伝道がなされた。当初、「京浜福音グループ」と称した。
- 1990年 - コイノニア福音グループと改称した。

## 特色
- ウェスレアン・ホーリネスの信仰に立つ。
- 聖書信仰、福音主義、聖霊の満たしと歩み（ホーリネスライフ）、多角的なあかし活動、自主独立と協力、弟子の育成、機能的組織、社会奉仕を重んじる。